# Pekrski potok
Pékrski pôtok (tudi Pekrški potok) je potok na severnem vznožju vzhodnega Pohorja. Izvira v gozdu na severnem pobočju Pohorja tik pod vršnim slemenom zahodno od cerkve sv. Bolfenka in teče sprva proti severu po globoki in gozdnati grapi (Meniški graben). Pri vasi Hrastje priteče na vznožje Pohorja in nadaljuje svoj tok do naselja Pekre, kjer doseže ravnino na desnem bregu Drave. Tu zavije proti vzhodu, teče po severni strani okrog Pekrske gorce, zavije na jugovzhod skozi Spodnje Radvanje in se sredi ravnine izliva v Radvanjski potok. Nad Pekrami se od struge na levi strani loči manjši umetni kanal, ki poteka vzdolž Cotičeve ulice in naprej proti severu, ter se severno od Limbuša steka v potok Blažovnico.
V zgornjem toku teče potok po naravni strugi skozi gozd, nato do Peker po bolj ali manj naravni strugi, obdani z ozkim pasom obvodnega rastlinja, skozi Pekre in od Pekrske gorce naprej skozi Spodnje Radvanje pa po umetni strugi, ki je v ravninskem delu povsem brez obvodnega rastja. Spodnji del toka je tudi umetno speljan, saj se je potok še v 18. stoletju izgubljal v dravski prod že v gozdu med Pekrami in Limbušem, kasneje pa so ga umetno podaljšali proti vzhodu in je izginjal v produ šele v Betnavskem gozdu severno od dvorca Betnava.
Zaradi umetne struge in večino časa malo vode ima potok v spodnjem toku majhno samočistilno sposobnost in je kot tak zelo občutljiv na onesnaževanje, obenem je umetna struga tudi neprivlačna za pogled in neprimerna za vodni živelj. Ob spodnjem toku med Pekrsko gorco in Ljubljansko ulico se že nekaj desetletij govori o ureditvi rekreativnih površin in parka v Novi vasi in Spodnjih Radvanjah, zdaj pa je investicijski projekt narejen in naj bi ga uresničili do leta 2020.